# Capella Sanctorum Michaelis et Gudulae
De Capella Sanctorum Michaelis et Gudulae, beter bekend als het Brussels Kathedraalkoor, is een voormalig Brussels koor dat in 1983 werd opgericht en de hoogfeesten in de kathedraal opluisterde.
De eerste dirigent was Erik Van Nevel. Van 2002 tot 2013 stond het koor onder leiding van Kurt Bikkembergs. Bij zijn vertrek werden de activiteiten van het koor stopgezet.